# Женевская ассоциация
Женевская ассоциация (англ. The Geneva Association) — международная некоммерческая организация, мозговой центр по страхованию и управлению рисками. Официальное полное название Международная ассоциация по изучению экономики страхования (International Association for the Study of Insurance Economics).

## История
Женевская ассоциация была создана по инициативе комитета, члены которого встретились в первый раз в Париже 22 сентября 1973 года. Членами учредительного комитета были:
- Эмиль Фрей, генеральный директор Mannheimer Versicherung (Мангейм);
- Джордж Мартин, президент Royale Belge (Брюссель);
- Эрнст Майер, генеральный директор Allianz (Мюнхен);
- Фабио Падоа, администратор, Assicurazioni Generali (Триест), и,
- Бернар Pagezy, президент La Paternelle (Париж).

Учредительное собрание ассоциации состоялась в Париже 27 февраля 1973 года в штаб-квартире компании La Paternelle (в настоящее время часть группы AXA).

## Цели и задачи деятельности организации
Основной целью ассоциации является стимулирование исследований в сфере управления рисками и страхования.
Офис ассоциации расположен в Цюрихе. Под эгидой ассоциации проводится ряд международных научных семинаров, конференций, ассамблей и форумов.
С 1977 г. ассоциация вручает премию Эрнста Майера (The Ernst Meyer Prize) докторантам за исследования в области страхования и риска (размер премии — CHF5000).
С 1974 г. Ассоциация публикует журнал The GENEVA Risk and Insurance Review (до 2005 года именовался The GENEVA Papers on Risk and Insurance — Theory).